# Abel Carlevaro
Abel Carlevaro (Montevideo, 16 de diciembre de 1916 - Berlín, 17 de julio de 2001) fue un destacado guitarrista ítalo-uruguayo, compositor y pedagogo creador de una nueva escuela de guitarra clásica.

## Biografía
Hijo del médico Juan Carlos Carlevaro quien era aficionado a la guitarra y de Blanca Casal Ricordi, a los cinco años inició sus estudios de guitarra clásica con el profesor Pedro Vittone. Años más tarde este último también comenzó la instrucción de su hermano Agustín Carlevaro, el cual sería considerado en Uruguay como el mejor solista de guitarra en tango.
Posteriormente estudia y entabla relación con el célebre guitarrista Andrés Segovia, que en ese entonces residía en Montevideo, con el que trabaja durante nueve años. Estudia armonía y contrapunto con José Tomás Mujica por ocho años, y paralelamente orquestación con Pablo Komlos durante cuatro años.
En 1942 Carlevaro es presentado públicamente por Segovia en la principal sala de conciertos de Montevideo, con resonante éxito. Al año siguiente es invitado por Heitor Villa-Lobos, a viajar a Brasil. Durante varios meses Carlevaro estuvo en Río de Janeiro estudiando con el compositor brasileño sus obras para guitarra, en particular varios de sus Doce Estudios. Estrenó en Río, en presencia de Villa-Lobos, sus Preludios 3 y 4 para guitarra. En 1948, con el respaldo del gobierno uruguayo, realizó su primer viaje a Europa, ofreciendo numerosos conciertos en España, donde además filmó una película documental. También se presentó en París y en Londres, donde grabó su primer disco. Luego de una larga estancia en París, donde trabó amistad con el compositor Maurice Ohana y participó en la creación de su primera obra para guitarra y orquesta, retornó a Uruguay en 1951. 
En 1965, con el seudónimo Vicente Vallejos, grabó un disco de música popular rioplatense titulado La guitarra de oro del folklore.
Recién volvió a Europa en 1974 y ofreció su primer concierto de esta segunda etapa en París, en la Sala Pleyel. En 1975 difunde en Europa, invitado por Radio Francia, los fundamentos de su Nueva Escuela de Guitarra. A partir de entonces, viajó a Europa hasta dos y tres veces por año, brindando conciertos y masterclasses, así como dirigiendo seminarios internacionales. También hizo lo propio en toda América, del Sur y del Norte, y se presentó varias veces en Taiwán y en Corea. 
En 1979 la Editorial Barry publica su libro Escuela de Guitarra. Exposición de Teoría Instrumental, que es posteriormente traducido al chino, japonés, coreano, francés, alemán e inglés.
Brian Hodel, en "Guitar Review", comentó lo siguiente:

"...si las enseñanzas de Abel Carlevaro han causado una revolución tanto en la técnica de la guitarra, como en la concepción de las posibilidades del instrumento, este libro es su manifiesto. (...) Carlevaro ha hecho para la guitarra lo que Czerny y Hanon hicieron para el piano. Nos ha dado un sistema lógico y completo que no sólo nos provee de soluciones elegantes para los más intrincados problemas técnicos de la guitarra, sino también ha abierto nuevos horizontes para la interpretación".

En París, en 1984, presenta el diseño de su nueva guitarra sin boca que pretendía sentar las bases de una construcción más lógica del instrumento, de acuerdo con su concepción orquestal del mismo, privilegiando la capacidad de la guitarra de brindar matices y colores tímbricos con mayor riqueza y simultaneidad, construyeron su modelo, en inicio el lutier español Manuel Contreras (1983) y posteriormente el alemán Eberhard Kreul (1995).
Las últimas décadas de la vida de Carlevaro estuvieron signadas por sus frecuentes giras a países de Europa y América. Por haber sido una de las figuras más influyentes en el mundo de la guitarra de la segunda mitad del siglo XX, recibió invitaciones periódicas, tanto en su calidad de intérprete como de docente para realizar conciertos, ofrecer conferencias e integrar tribunales internacionales. En medio de esa actividad febril falleció en Berlín, Alemania a los 84 años de edad.
Entre sus obras de renombre es posible mencionar su Concierto del Plata (Guitarra y Orquesta), Fantasía Concertante (Guitarra, Cuerdas y Percusión), Concierto n.º 3 para guitarra y orquesta, Preludios Americanos, Milonga Suite n.º 1 y 2, Cronomías (Sonata), Estudios en Homenaje a Villa-Lobos y su serie de 20 Microestudios.
Entre sus alumnos cabe destacar a Alfredo Escande (discípulo y colaborador directo en la redacción de todos los escritos pedagógicos de Abel Carlevaro desde 1976 hasta el fallecimiento del Maestro), Alfredo Huang, Álvaro Pierri, Baltazar Benítez, César Amaro, Daniel Morgade, Daniel Viglietti, Daniel Wolff, Edelton Gloeden, Eduardo Barca, Eduardo Castañera, Eduardo Fernández, Eduardo Larbanois, Everton Gloeden, Gentaro Takada, Gonzalo Solari, Irma Costanzo, Jad Azkoul, Janez Gregoric, José Fernández Bardesio, José Luis Merlín, Juan Carlos Amestoy, Laurie Randolph, León Frijns, Magdalena  Gimeno, Manuel Gómez Ortigoza, Marcos Puña, Mario Payseé, Mauricio Eguren Casal, Máximo Diego Pujol, Miguel Ángel Girollet, Michel Sadanowsky, Néstor Ausqui, Patrick Zeoli, Pompeyo Pérez Díaz, Ramiro Agriel, Regina Carrizo, Renato Bellucci, Ricardo Barceló, Roberto Barragán, Silvia Fernández, Walter Heinze, entre otros.

## Distinciones
- Premio Morosoli; Minas, Uruguay; 1995.
- Homenaje de la Intendencia municipal de Montevideo; 1996.
- Premio Candelabro de Oro otorgado por B'nai B'rith Uruguay; 1997.[2]
- Diploma de Honor de la OEA, 1985.
- Premio Interamericano de cultura Gabriela Mistral, otorgado por la OEA, 1985.
- Orden Andrés Bello del gobierno de Venezuela.
- Presidencia Honoraria del Centro Guitarrístico del Uruguay en 1997.
- Miembro de Honor de la Comunidad Universitaria de la Academia de Música de Bucarest; Rumania; 1997.
- Homenaje de la facultad de música Palestrina, Brasil, 1997.
- Homenaje del festival de guitarra en Montreal, Canadá, 1998.

## Composiciones
- Cinco estudios "Homenaje a Heitor Villalobos".
- 5 "Preludios americanos", 1958.
- Sonata Cronomias.
- Concierto del Plata.
- Fantasía Concertante, 1984.
- Concierto para Guitarra y Orquesta N.º 3
- Veinte microestudios
- Introducción y capricho
- Arenguay, para dos guitarras
- Aires de malambo
- Aires de Vidalita
- Milonga para Ling
- Milonga Suite I
- Milonga Suite II
- Milonga Oriental
- 4 Estudios (Modern Times)
- Canción (1943)
- Concierto Americano "Al sur del Capricornio" para guitarra y cuarteto de guitarras.

## Discografía
- Las abejas /A. Barrios) / Estudio Nº 1 (H. Villa-Lobos) // Tarantella (M. Castelnuovo-Tedesco (78 rpm grabado en Londres en 1949. Parlophone P.X.O. 1073)
- Recital de guitarra (Antar ALP 1002. 1958)
- 2º Recital de guitarra (Antar ALP 4002. 1959)
- Scarlatti-Sor (Antar ALP 4014. 1963)
- La guitarra de oro del folklore (Bajo el seudónimo Vicente Vallejos) (Antar PLP 5055. 1965)
- Recital de música española (T/M 10 - Tacuabé, Montevideo, 1975)
- Scarlatti-Sor (Sondor. 1979)
- Compositores americanos del Siglo XX (Sondor 44120. 1980)
- Carlevaro plays Carlevaro (Chanterelle CR 1000. 1986)

## Publicaciones
- Serie didáctica (Editorial Barry, Buenos Aires):
  - Cuaderno n.º 1 - Escalas Diatónicas
  - Cuaderno n.º 2 - Técnica de la mano derecha
  - Cuaderno n.º 3 - Técnica de la mano izquierda
  - Cuaderno n.º 4 - Técnica de la mano izquierda. Conclusión.
- Escuela de Guitarra. Exposición de Teoría Instrumental. (Editorial Barry, en castellano; Boosey & Hawkes, en inglés; Henri Lemoine, en francés; Gendai en japonés; Chanterelle, en alemán).
- Master Classes sobre los 12 Estudios de Heitor Villa-Lobos. (Editorial Barry, en castellano; Chanterelle, en inglés)
- Master Classes sobre los 5 Preludios y el Choro n.º 1 de Heitor Villa-Lobos. (Editorial Barry, en castellano; Chanterelle, en inglés)
- Master Classes sobre Estudios de Fernando Sor. (Editorial Barry, en castellano, Lemoine, en francés; Chanterelle, en inglés)
- Master Classes sobre Chacona, BWV 1004 de Johann Sebastian Bach. (Edición bilingüe: Chanterelle, Alemania)
- Preludio, fuga y allegro, BWV 998 de Johann Sebastian Bach. (Editorial Barry)
- Suite de Antiguas Danzas Españolas, sobre temas de Gaspar Sanz. (Editorial Barry)
- El Poncho de Eduardo Fabini. (Chanterelle, Alemania)
- Álbum de 10 piezas originales para vihuela. (Editorial Barry)